# 卡美哈梅哈一世
卡美哈梅哈一世（1758年—1819年5月8日），被尊称为卡美哈梅哈大帝，是夏威夷王国的开创者。他原是夏威夷岛的一个酋长，经过多年征战，于1810年统一夏威夷群岛。
卡美哈梅哈的出生颇具神话色彩，据夏威夷当地历史记载，他是在彗星照临大地后出生的，因此生来就注定要统一夏威夷。据考证，哈雷彗星于1758年回归时，夏威夷全岛均可看见，而该年份又与卡美哈梅哈的年龄相符，因此可以推断他的出生年份当是1758年。
卡美哈梅哈在保持土著传统的前提下向西方学习，将其统治的夏威夷王国建设成为一个独立自主的国家，在几乎整个19世纪中保持独立（除了在1843年曾被英国占领5个月），直到1898年被美国吞并。因此他有了太平洋的拿破仑的绰号。